# Federale Overheidsdienst Kanselarij van de Eerste Minister
De Federale Overheidsdienst (FOD) Kanselarij van de Eerste Minister is een Belgische federale overheidsdienst die op 15 mei 2001 bij koninklijk besluit werd opgericht. De FOD Kanselarij staat de eerste minister bij in de voorbereiding, coördinatie en uitvoering van het regeringsbeleid. 
De FOD Kanselarij verstrekt informatie over de beleidsbeslissingen van de regering en zorgt ervoor dat België een kwalitatief imago uitstraalt naar de buitenwereld.
De huidige voorzitter van het Directiecomité is sinds 1 mei 2024 Arlin Bagdat.

## Geschiedenis
De Diensten van de Eerste Minister werden opgericht in 1918, toen de functiebenaming van eerste minister voor het eerst werd gebruikt in België. In 2001 werden deze diensten omgevormd tot een federale overheidsdienst (FOD) als onderdeel van het Copernicusplan. Aanvankelijk heette het "FOD Kanselarij en Algemene Diensten", maar in 2002 werd de naam veranderd naar "FOD Kanselarij van de Eerste Minister".
De “Wetstraat 16” is sinds 1944 de officiële zetel van de Belgische regering. Het is het epicentrum van de Belgische politiek: niet alleen de beleidscel van de eerste minister (kabinet) en de administratieve diensten (FOD Kanselarij) zijn er gevestigd, maar ook worden er wekelijks ministerraden en persconferenties van de federale regering georganiseerd.

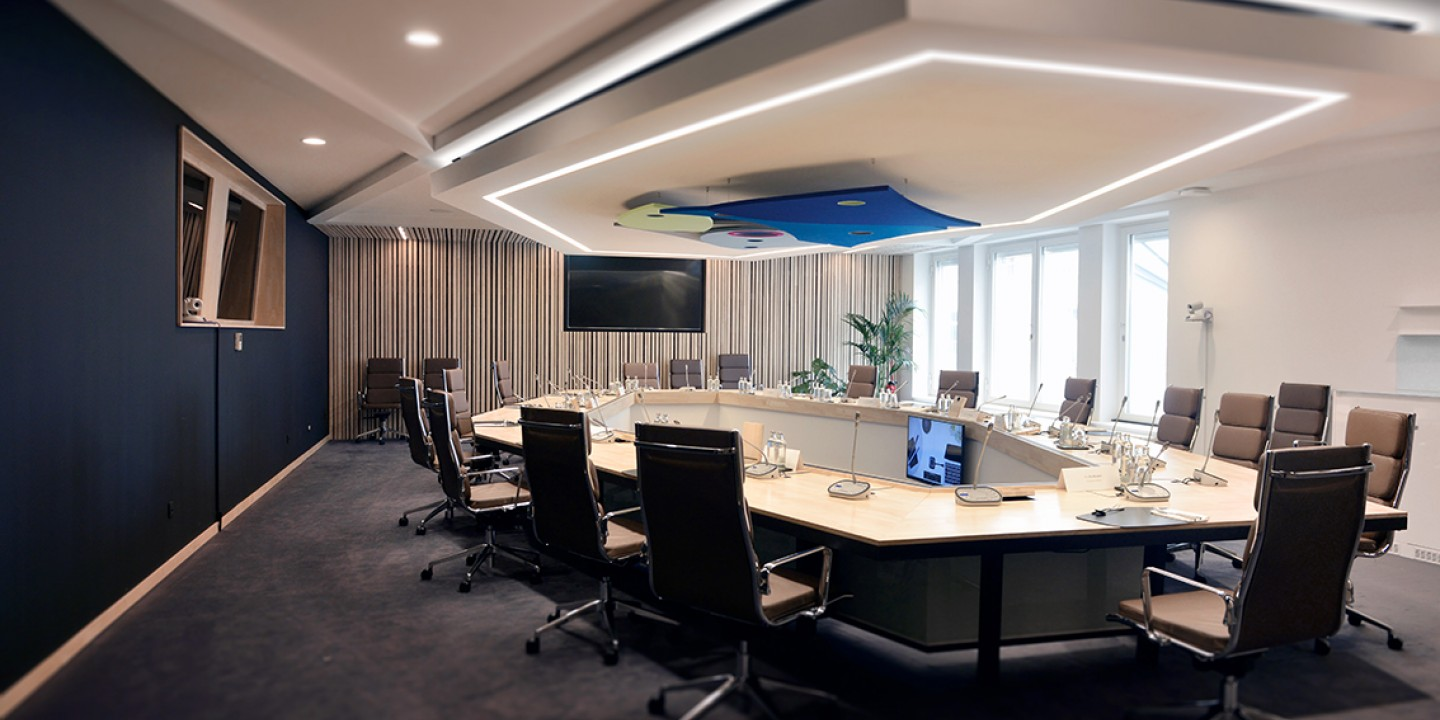
De vergaderzaal van de ministerraad, Marie Popelin-zaal genaamd.

## Opdrachten
De opdrachten van de FOD Kanselarij van de Eerste Minister zijn: 
- beheer van de administratieve en logistieke taken voor de voorbereiding en opvolging van de vergaderingen van de ministerraad
- ondersteuning van de eerste minister in de coördinatie en integratie van het federaal en interfederaal beleid en in zijn rol als lid van de Europese Raad
- ondersteuning van de communicatie van de eerste minister, de federale regering en de federale instellingen om de burgers te informeren en de beslissingen en acties van de overheid via verschillende interactieve kanalen te communiceren aan de burgers, journalisten, verenigingen en bedrijven
- versterking van het positieve imago van België via communicatieacties in synergie en samenwerking met Belgische, Europese en internationale partners
- toezicht houden op de volgende drie federale culturele instellingen: de Koninklijke Muntschouwburg, het Paleis voor Schone Kunsten en het Belgian National Orchestra
- administratieve en logistieke ondersteuning bieden aan de diensten die bij de FOD zijn opgericht: het Federaal Instituut voor Duurzame Ontwikkeling (FIDO), het Centrum voor Cybersecurity België (CCB), de Vaste Nationale Cultuurpactcommissie en het Auditcomité van de federale overheid (ACFO)
- planning van kredieten en projecten voor het "Zetelbeleid", waarvoor de federale staat optreedt als gastland ten behoeve van internationale organisaties

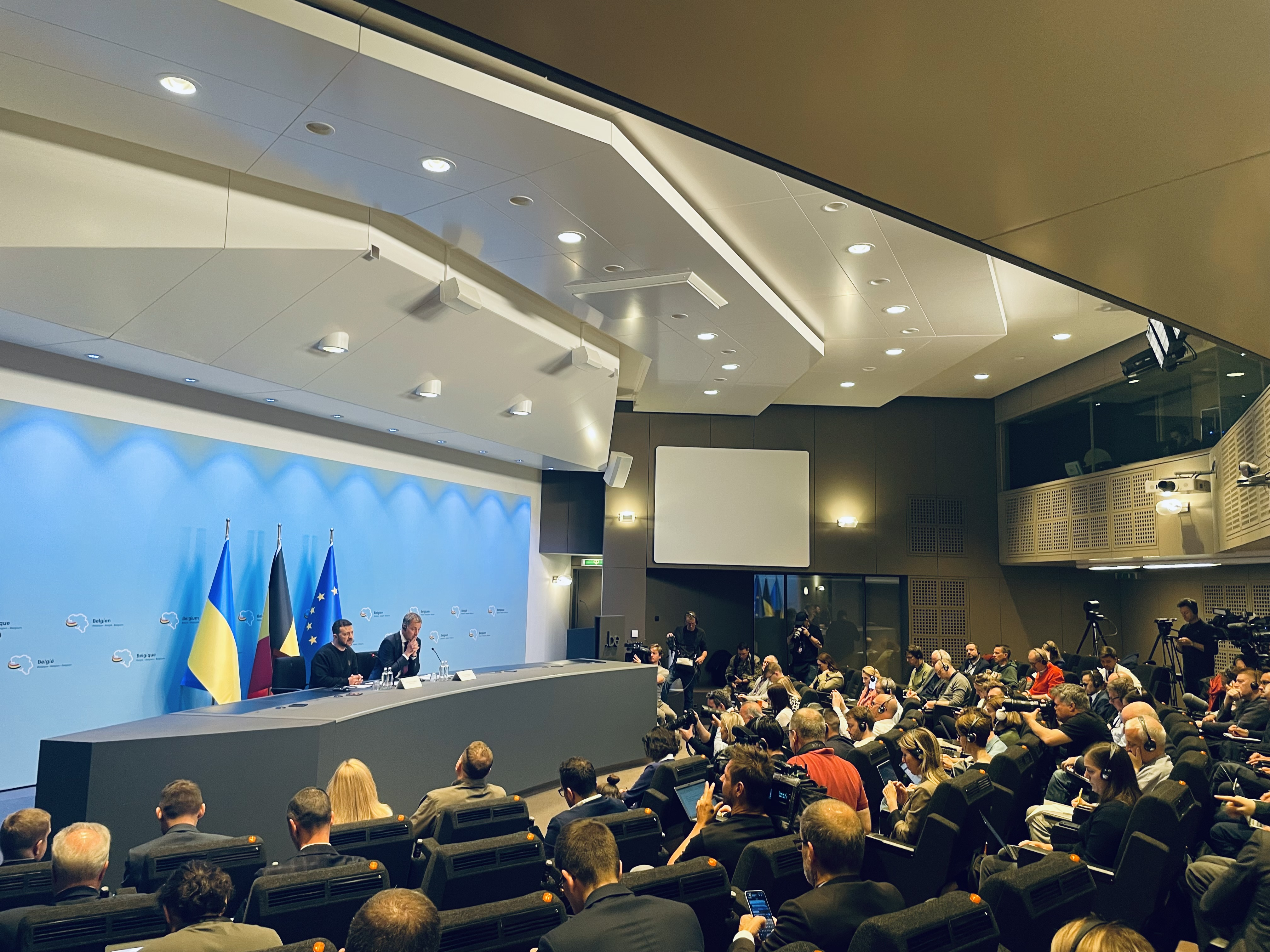
De perszaal tijdens een bezoek van de Oekraïense president Volodymyr Zelensky in mei 2024

In dit kader levert de FOD ook tal van diensten aan de andere federale instellingen en de federale regering, zoals het beheer van informatiecampagnes, transversale IT-ondersteuning, de registratie van domeinnamen, de terbeschikkingstelling van een platform om persberichten te verspreiden, de organisatie van evenementen en protocollaire plechtigheden, de coördinatie van de wetgeving inzake overheidsopdrachten en de terbeschikkingstelling van conferentiezalen en faciliteiten in het Residence Palace - Internationaal Perscentrum en in het kasteel Hertoginnedal. 

## Waarden
Naast de fundamentele waarden van het deontologisch kader, die voor alle federale medewerkers gelden, heeft de Kanselarij ook eigen waarden: flexibiliteit, excellentie en vertrouwen.

## Structuur
De FOD Kanselarij omvat twee operationele algemene directies: AD Secretariaten & Coördinatie en AD Externe Communicatie. Daarnaast zijn er ondersteunende diensten: ICT, Vertaling, Personeel & Organisatie, Budget & Beheerscontrole en Secretariaat & Logistiek. Die ondersteunen eveneens de binnen de Kanselarij opgerichte diensten, de federale culturele instellingen en het Zetelbeleid.

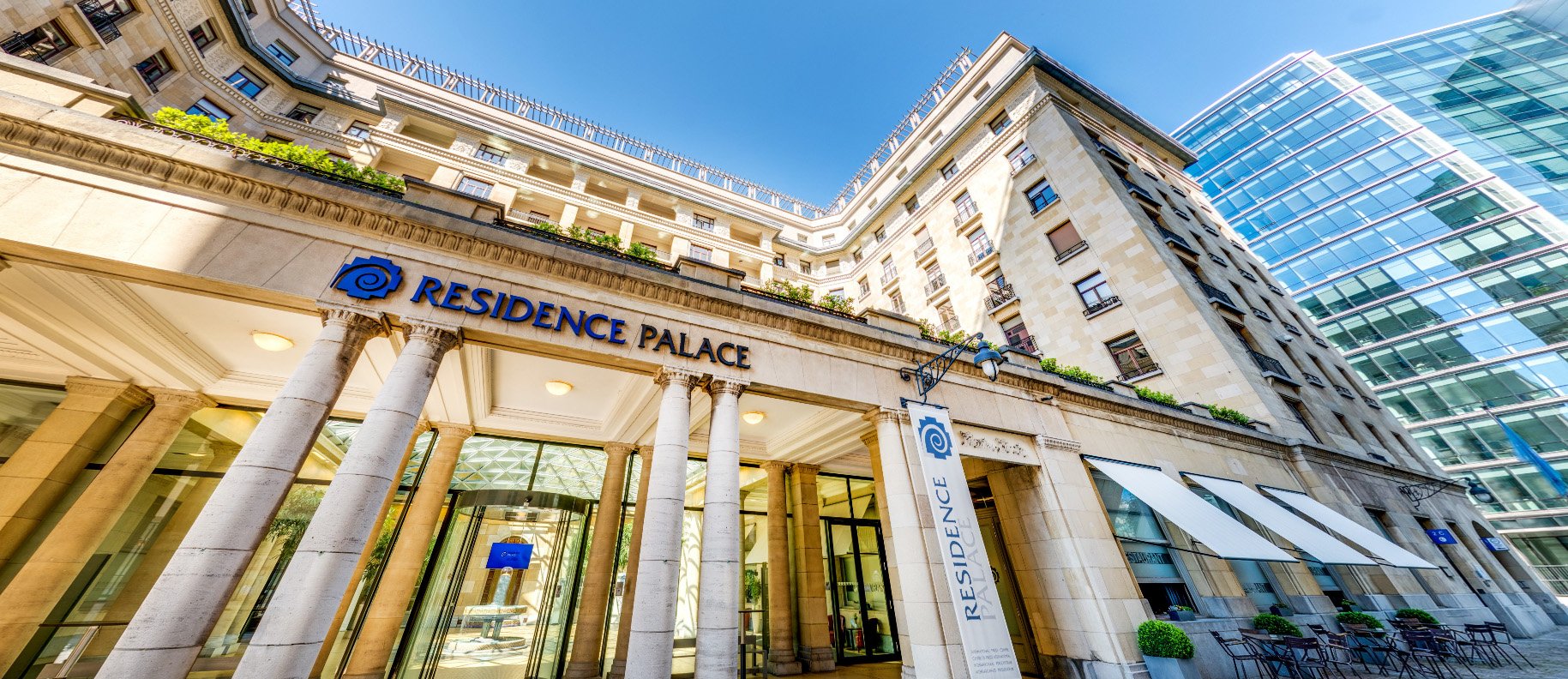
Het Residence Palace, waar het Internationale Perscentrum is gevestigd